# Richard Rodgers
Richard Charles Rodgers (Hammels Station (Long Island, New York), 28 juni 1902 – New York, 30 december 1979) was een Amerikaans componist en theaterproducent. Hij was de meest productieve van de Broadway-componisten: 37 musicals, de muziek voor tien films en rond 1500 liederen schreef hij. Met meer dan 20.000 uitvoeringen van zijn avondvullende werken in de theaters aan Times Square en Broadway was hij ook de meest succesvolle. Zijn successen behaalde hij met name met de librettisten Lorenz Hart en Oscar Hammerstein II. Rodgers heeft in zijn carrière de PEGOT 'gewonnen': een Pulitzer, Emmy, Grammy, Oscar en Tony Award.

## Levensloop

### Jonge jaren en opleiding
Rodgers was de zoon van amateurpianist dr. William Abrahams Rodgers en Mamie Levy en begon zijn pianolessen op zesjarige leeftijd. Zijn muziekstudies begon hij aan de Columbia-universiteit in New York van 1919 tot 1921 en aan het Institute of Musical Arts, de voorganger van de Juilliard School of Music, van 1921 tot 1923. Hij werd beïnvloed door de operettes van Victor Herbert en de vroege musicals van Jerome Kern en al vroeg werd zijn talent voor het scheppen van eenvoudige en populaire melodieën herkend (de orkestratie werd, zoals bij de meeste Broadway-componisten, door arrangeurs gedaan).

### Rodgers en Hart
Richard Rodgers leerde op 16-jarige leeftijd de tekstdichter en librettist Lorenz Hart kennen, met wie hij 25 jaar zou samenwerken. Hart wilde het niveau van de liedteksten verhogen en schreef ondoorgrondelijk-humoristische teksten, gedeeltelijk sarcastische verzen, die hij meestal gemakkelijk uit het hoofd opschreef. Hun eerste gezamenlijke werk was het lied Any old place with you (1919). Naast de musical Poor little Ritz Girl kwamen er ook revues tot stand, onder andere Garrick Gaieties (1925). Tot het overlijden van Hart in 1943 ontstonden rond 30 musicals, waaronder Babes in Arms (1937) met een reeks van heel bekende liederen zoals "I wish I were in love again", "My funny Valentine" en "The Lady is a Tramp". Andere musicals waren Dearest Enemy (1925), The Girl Friend (1926), Peggy-Ann (1926), A Connecticut Yankee (1927) en Present Arms (1928).
Tijdens de Grote Depressie werkte het duo met succes in Hollywood. Zo ontstonden onder andere de films en muziek voor Love me tonight (1932), dat later ook als basismateriaal voor de Broadway-musical Oklahoma! zou dienen. Andere films waren The Phantom President (1932), Hallelujah, I'm a Bum (1933) en Mississippi (1935).
Daarna kwamen zij weer terug in de Broadway-theaters met onder andere Jumbo (1935), On Your Toes (1936, inclusief het ballet "Slaughter on Tenth Avenue", choreograaf George Balanchine), Babes in Arms (1937), I Married an Angel (1938), The Boys from Syracuse (1938), Pal Joey (1940) en hun laatste coproductie By Jupiter (1942).

### Rodgers en Hammerstein
Nog productiever was de samenwerking met de tekstdichter en librettist Oscar Hammerstein II. Met hem bereikte hij een nog groter publiek. Hammerstein, die al in 1927 samen met Jerome Kern de musical-klassieker Show Boat uitgebracht had, creëerde samen met Rodgers vijf meesterwerken: Oklahoma! (1943) (werd in 1944 met de Pulitzerprijs bekroond), Carousel (1945), South Pacific (1949) (in 1949 eveneens een Pulitzerprijs-winnaar), The King and I (1951) en The Sound of Music (1959). Als Hart zijn teksten meestal op gecomponeerde melodieën van Rodgers schreef, werkte het duo Rodgers en Hammerstein omgekeerd - en werd ermee richtinggevend voor de volgende generaties. Het duo tekende ook voor de film State Fair (1945) en de tv-musical Cinderella (1957).
In 1950 werd het duo met The Hundred Year Association of New York's Gold Medal Award onderscheiden voor zijn belangrijke verdiensten voor de City of New York. Musicals van het duo werden bekroond met 35 Tony Awards, 15 Academy Awards, twee Pulitzerprijzen, twee Grammy Awards en twee Emmy Awards.
De samenwerking vond door het overlijden van Oscar Hammerstein II een einde.

### Zonder vaste partner
Verdere Rodgers-musicals met wisselende librettisten - waaronder met Do I Hear a Waltz? (1965) en ook een musical op teksten van Stephen Sondheim - hadden minder succes. Naast zijn werken voor het muziektheater schreef hij ook orkest- en filmmuziek, zoals voor Paul Whiteman het symfonisch gedicht All Points West (1936) en de suite Nursey Ballet (1938).
In 1930, huwde hij met Dorothy Belle Feiner. Haar dochter Mary Rodgers werd ook componiste en schreef onder andere Once Upon a Mattress en is auteur van een kinderboek.

## Composities

### Werken voor orkest
- 1936: All Points West, symfonisch gedicht
- 1938: Nursey Ballet, suite voor orkest

### Werken voor harmonieorkest
- 1944: Selectie uit het musical "Oklahoma!", voor harmonieorkest - bewerking: Cor M. Mellema
- 1951: Selectie uit het musical "The King and I"
- 1952: Guadacanal, mars
- 1955: Selectie uit "Victory at Sea"
- 1955: Guadalcanal March uit "Victory at Sea"
- 1959: Selectie uit het musical "The Sound of Music"
- My Favorite Things
- "This Nearly was Mine" uit het musical "South Pacific"

### Muziektheater

#### Musicals
| Voltooid in | Titel                                | Uitvoeringen           | Première                                                                        | Libretto | Verdere liedteksten                                  | Choreografie                     |
| ----------- | ------------------------------------ | ---------------------- | ------------------------------------------------------------------------------- | --- | ---------------------------------------------------- | -------------------------------- |
| 1917        | One Minute Please                    |                        |                                                                                 | Ralph G. Engelsman en de componist                                                                                    |                                                      |                                  |
| 1919        | Up Stage and Down                    |                        |                                                                                 | de componist en Myron D. Rosenthal                                                                                    |                                                      |                                  |
| 1920        | You'd Be Surprised                   |                        |                                                                                 | Lorenz Hart | Milton Bender                                        |                                  |
| 1920        | Fly With Me                          |                        |                                                                                 | Lorenz Hart | Milton Kroopf en Philip Leavitt                      |                                  |
| 1920        | Poor Little Ritz Girl                |                        |                                                                                 | Lorenz Hart |                                                      |                                  |
| 1921        | Say Mama!                            |                        |                                                                                 | Lorenz Hart |                                                      |                                  |
| 1921        | You'll Never Know                    |                        |                                                                                 | Lorenz Hart | Herman Axelrod en Henry William Hanemann             |                                  |
| 1921        | Say It With Jazz                     |                        |                                                                                 | Lorenz Hart | Frank Hunter, Dorothy Crowthers en Maurice Lieberman |                                  |
| 1923        | If I Were King                       |                        |                                                                                 | de componist |                                                      |                                  |
| 1924        | Temple Belles                        |                        |                                                                                 | de componist en Lorenz Hart                                                                                           |                                                      |                                  |
| 1924        | The Melody Man                       |                        |                                                                                 | Lorenz Hart | Herbert Fields                                       |                                  |
| 1925        | Bad Habits of 1925                   |                        |                                                                                 | Lorenz Hart |                                                      |                                  |
| 1925        | Dearest Enemy                        | 286                    | 19 september 1925, New York, Knickerbocker Theatre                              | Herbert Fields | Lorenz Hart                                          |                                  |
| 1926        | The Girl Friend                      | 301                    | 17 maart 1926, New York, Vanderbilt Theatre                                     | Herbert Fields | Lorenz Hart                                          |                                  |
| 1926        | Lido Lady                            |                        | 1926, Londen                                                                    | Lorenz Hart | Guy Bolton, Bert Kalmar en Harry Ruby                |                                  |
| 1926        | Peggy-Ann                            | 463                    | 27 december 1926, New York, Vanderbilt Theatre                                  | Herbert Fields | Lorenz Hart                                          |                                  |
| 1926        | Betsy                                |                        |                                                                                 | Lorenz Hart | Irving Caesar en David Freedman                      |                                  |
| 1927        | A Connecticut Yankee                 | 421                    | 3 november 1927, New York, Vanderbilt Theatre                                   | Herbert Fields, naar "A Connecticut Yankee in King Arthur's Court" van Mark Twain                                     | Lorenz Hart                                          | Busby Berkeley                   |
| 1927        | One Dam Thing After Another          |                        | 1927, Londen                                                                    | Lorenz Hart | Lorenz Hart                                          |                                  |
| 1928        | She's My Baby                        |                        |                                                                                 | Lorenz Hart | Guy Bolton, Bert Kalmar en Harry Ruby                |                                  |
| 1928        | Present Arms                         | 155                    | 26 april 1928, New York, Lew Fields' Mansfield Theatre                          | Herbert Fields | Lorenz Hart                                          | Busby Berkeley                   |
| 1928        | Chee-Chee                            |                        |                                                                                 | Herbert Fields, naar "The Son of the Grand eunuch" van Charles Pitts                                                  | Lorenz Hart                                          |                                  |
| 1928        | Spring Is Here                       |                        |                                                                                 | Lorenz Hart en Owen Davis, naar "Shotgun Wedding" van Owens                                                           |                                                      |                                  |
| 1929        | Heads Up!                            |                        |                                                                                 | Lorenz Hart | John McGowan en Paul Gerard Smith                    |                                  |
| 1930        | Simple Simon                         |                        | 18 februari 1930, New York, Ziegfeld Theatre                                    | Ed Wynn en Guy Bolton                                                                                                 | Lorenz Hart                                          |                                  |
| 1930        | Evergreen                            |                        | 1930, Londen                                                                    | Lorenz Hart | Benn W. Levy                                         |                                  |
| 1931        | America's Sweetheart                 | 135                    | 10 februari 1931, New York, Broadhurst Theatre                                  | Herbert Fields | Lorenz Hart                                          |                                  |
| 1935        | Jumbo                                | 233                    | 16 november 1935, New York, Hippodrome Theatre                                  | Ben Hecht en Charles MacArthur                                                                                        | Lorenz Hart                                          | Jimmy Durante                    |
| 1936        | On Your Toes                         | 315                    | 11 april 1936, New York, Imperial Theatre                                       | de componist, George Abbott en Lorenz Hart                                                                            | Lorenz Hart                                          | George Balanchine                |
| 1937        | Babes in Arms                        | 289                    | 14 april 1937, New York, Shubert Theatre                                        | de componist en Lorenz Hart                                                                                           | Lorenz Hart                                          |                                  |
| 1937        | I'd Rather Be Right                  | 290                    | 2 november 1937, New York, Alvin Theatre                                        | Moss Hart en George S. Kaufman                                                                                        | Lorenz Hart                                          |                                  |
| 1938        | I Married an Angel                   | 338                    | 11 mei 1938, New York, Shubert Theatre                                          | de componist en Lorenz Hart, gebaseerd op een Hongaars toneelspel van Johann Vaszary                                  | Lorenz Hart                                          |                                  |
| 1938        | The Boys from Syracuse               | 235                    | 23 november 1938, New York, Alvin Theatre                                       | George Abbott, naar William Shakespeares "The Comedy of Errors"                                                       | Lorenz Hart                                          |                                  |
| 1939        | Too Many Girls                       | 249                    | 18 oktober 1939, New York, Imperial Theatre                                     | George Marion Jr. | Lorenz Hart                                          |                                  |
| 1940        | Higher and Higher                    | 84                     | 4 april 1940, New York, Shubert Theatre                                         | Gladys Hurlbut en Joshua Logan                                                                                        | Lorenz Hart                                          |                                  |
| 1940-1941   | Pal Joey                             | 374                    | 25 december 1940, New York, Ethel Barrymore Theatre                             | John O'Hara | Lorenz Hart                                          |                                  |
| 1942        | By Jupiter                           | 427                    | 3 juni 1942, New York, Shubert Theatre                                          | Lorenz Hart en de componist, gebaseerd op "The Warrior's Husband" van Julian F. Thompson                              | Lorenz Hart                                          | Robert Alton                     |
| 1943        | Oklahoma!                            | 2.212; 1.543 in Londen | 31 maart 1943, New York, St. James Theatre                                      | Oscar Hammerstein II, gebaseerd op Lynn Riggs' "Green Grow the Lilacs"                                                | Oscar Hammerstein II                                 | Agnes de Mille                   |
| 1943        | A Connecticut Yankee (revivalversie) | 135                    | 7 november 1943, New York, Martin Beck Theatre (nu het "Al Hirschfeld Theatre") | Herbert Fields | Lorenz Hart                                          | William Holbrook en Al White Jr. |
| 1945        | Carousel                             | 890                    | 19 april 1945, New York, Majestic Theatre                                       | Oscar Hammerstein II, naar Ferenc Molnárs "Liliom"                                                                    | Oscar Hammerstein II                                 | Agnes de Mille                   |
| 1947        | Allegro                              | 315                    | 10 oktober 1947, New York, Majestic Theatre                                     | Oscar Hammerstein II                                                                                                  | Oscar Hammerstein II                                 | Agnes de Mille                   |
| 1949        | South Pacific                        | 1.925                  | 7 april 1949, New York, Majestic Theatre                                        | Oscar Hammerstein II, gebaseerd op "Tales of the South Pacific" van James A. Michener                                 | Oscar Hammerstein II                                 |                                  |
| 1951        | The King and I                       | 1.246                  | 29 maart 1951, New York, St. James Theatre                                      | Oscar Hammerstein II, naar Margaret Landons "Anna and the King of Siam"                                               | Oscar Hammerstein II                                 |                                  |
| 1952        | Pal Joey (revivalversie)             | 540                    | 3 januari] 1952, New York, Broadhurst Theatre                                   | John O'Hara | Lorenz Hart                                          |                                  |
| 1953        | Me and Juliet                        | 358                    | 28 mei 1953, New York, Majestic Theatre                                         | Oscar Hammerstein II                                                                                                  | Oscar Hammerstein II                                 | Robert Alton                     |
| 1955        | Pipe Dream                           | 245                    | 30 november 1955, New York, Shubert Theatre                                     | Oscar Hammerstein II                                                                                                  | Oscar Hammerstein II                                 | Boris Runanin                    |
| 1957        | Cinderella (tv-musical)              |                        | 31 maart 1957, New York, NBC                                                    | Oscar Hammerstein II                                                                                                  |                                                      |                                  |
| 1958        | Flower Drum Song                     | 600                    | 1 december 1958, New York, St. James Theatre                                    | Oscar Hammerstein II en Joseph A. Fields, gebaseerd op "Nightclub Forbidden City" van C. Y. Lee                       | Oscar Hammerstein II                                 | Carol Haney                      |
| 1959        | The Sound of Music                   | 1.443                  | 16 november 1959, New York, Lunt-Fontanne Theatre                               | Howard Lindsay en Russel Crouse, gebaseerd op de memoires van Maria von Trapp "The Story of the Trapp Family Singers" | Oscar Hammerstein II                                 | Joe Layton                       |
| 1962        | No Strings                           | 580                    | 15 maart 1962, New York, 54th Street Theatre                                    | Samuel A. Taylor | de componist                                         | Joe Layton                       |
| 1965        | Do I Hear a Waltz?                   | 220                    | 18 maart 1965, New York, 46th Street Theatre                                    | Arthur Laurents gebaseerd op "The Time of the Cuckoo"                                                                 | Stephen Sondheim                                     | Wakefield Poole                  |
| 1967        | By Jupiter (revivalversie)           | 118                    | 19 januari 1967, New York, Theatre Four                                         | Lorenz Hart en de componist                                                                                           | Lorenz Hart                                          | Robert Alton                     |
| 1970        | Two by Two                           |                        | 10 november 1970, New York, Imperial Theatre                                    | Peter Stone | Martin Charnin                                       |                                  |
| 1976        | Rex                                  | 62                     | 25 april 1976, New York, Lunt-Fontanne Theatre                                  | Sherman Yellen | Sheldon Harnick                                      |                                  |
| 1979        | I Remember Mama                      | 148                    | 31 mei 1979, New York, Majestic Theatre                                         | Thomas Meehan | Martin Charnin en Raymond Jessel                     |                                  |

#### Balletten
| Voltooid in | Titel                     | Aktes   | Première                                        | Libretto                                   | Choreografie      |
| ----------- | ------------------------- | ------- | ----------------------------------------------- | ------------------------------------------ | ----------------- |
| 1936        | Slaughter on Tenth Avenue | 2 aktes | 11 april 1936, New York, Imperial Theatre       | de componist, George Abbott en Lorenz Hart | George Balanchine |
| 1939        | Ghost Town                |         | 1939, Monaco-Ville, Ballet Russe de Monte Carlo |                                            | Marc Platoff      |

#### Revues
| Voltooid in | Titel                           | Uitvoeringen | Première                               | Libretto    | Verdere liedteksten                                         |
| ----------- | ------------------------------- | ------------ | -------------------------------------- | ----------- | ----------------------------------------------------------- |
| 1925        | The Garrick Gaieties            | 213          | 17 mei 1925, New York, Garrick Theatre | Lorenz Hart | Edith Meiser, Sam Jaffe, Benjamin Kaye en Morrie Ryskind    |
| 1926        | The Garrick Gaieties, 2e versie | 10           | 10 mei 1926, New York                  | Lorenz Hart | Edith Meiser, Sam Jaffe, Benjamin Kaye en Morrie Ryskind    |
| 1930        | The Garrick Gaieties, 3e versie |              | 4 juni 1930, New York                  | Lorenz Hart | Marc Blitzstein, Vernon Duke, Ira Gershwin en Johnny Mercer |

### Liederen
- Bewitched, Bothered and Bewildered
- Falling in Love with You
- I'll Tell the Man in the Street
- Little Girl Blue
- My Funny Valentine
- My Romance
- The Lady Is a Tramp
- The Most Beautiful Girl in the World
- There's a Small Hotel
- Wait Till You See Her
- Where or When

### Filmmuziek
- 1931: The Hot Heiress
- 1932: The Phantom President
- 1932: Love Me Tonight
- 1933: Hallelujah, I’m A Bum
- 1941: They Met In Argentina
- 1945: State Fair
- 1952-1953: Victory at Sea
- 1957: Cinderella, tv-musical
- 1965: The Sound of Music